# Malé těleso sluneční soustavy

Eulerův diagram ukazující různé typy těles ve sluneční soustavě

Malé těleso sluneční soustavy je malý objekt na oběžné dráze kolem Slunce, který nesplňuje kritéria potřebná pro zařazení mezi planety, trpasličí planety nebo přirozené satelity. Termín byl poprvé definován roku 2006 Mezinárodní astronomickou unií při hledání definice planety.
Mezi malá tělesa sluneční soustavy se tak mimo jiné počítá většina planetek hlavního pásu (s výjimkou trpasličí planety Ceres), trojané Marsu, Jupiteru a Neptunu, kentauři, komety a většina transneptunických těles (s výjimkou plutoidů).